# Division 1 2002-2003 (calcio a 5)
La Division 1 2003-2004 è stata la 12ª edizione della massima serie del campionato belga di calcio a 5. Organizzata dalla URBSFA/KBVB, la stagione regolare è iniziata il 6 settembre 2002 e si è conclusa il 25 aprile 2003, prolungandosi fino al 4 giugno con la disputa degli spareggi. Al termine della stagione regolare, le prime quattro squadre accedono ai play-off mentre le ultime due classificate retrocedono in Division 2. La dodicesima classificata affronta la vincitrice dei play-off di Division 2 per determinare l'ultimo posto nella massima serie. La competizione è stata vinta per la quarta volta dall'Action 21.

## Stagione regolare

### Classifica
|                   | Pos. | Squadra             | Pt | G  | V  | N | P  | GF  | GS  | DR   |
| ----------------- | ---- | ------------------- | -- | -- | -- | - | -- | --- | --- | ---- |
| Belgio (bandiera) | 1.   | Action 21           | 78 | 26 | 26 | 0 | 0  | 227 | 47  | +180 |
|                   | 2.   | TLR Anversa         | 66 | 26 | 22 | 0 | 4  | 200 | 99  | +101 |
|                   | 3.   | Kickers Charleroi   | 45 | 26 | 14 | 3 | 9  | 108 | 97  | +11  |
|                   | 4.   | Koersel             | 43 | 26 | 13 | 4 | 9  | 87  | 79  | +8   |
|                   | 5.   | Lommel              | 41 | 26 | 12 | 5 | 9  | 106 | 98  | +8   |
|                   | 6.   | Borgerhout          | 35 | 26 | 10 | 5 | 11 | 92  | 101 | -9   |
|                   | 7.   | Houthalen-Genk      | 34 | 26 | 9  | 7 | 10 | 98  | 92  | +6   |
|                   | 8.   | Juventini Beyne     | 33 | 26 | 9  | 6 | 11 | 98  | 108 | -10  |
|                   | 9.   | Edegem              | 31 | 26 | 10 | 1 | 15 | 97  | 157 | -60  |
|                   | 10.  | Rekem               | 28 | 26 | 8  | 4 | 14 | 86  | 106 | -20  |
|                   | 11.  | ESB Bocholt         | 25 | 26 | 7  | 4 | 15 | 81  | 125 | -44  |
|                   | 12.  | Geleeg Leopoldsburg | 23 | 26 | 6  | 5 | 15 | 85  | 140 | -55  |
|                   | 13.  | Affligem            | 22 | 26 | 7  | 1 | 18 | 89  | 136 | -47  |
|                   | 14.  | KST Hasselt         | 19 | 26 | 6  | 1 | 19 | 86  | 155 | -69  |

### Verdetti
- Action 21 campione del Belgio 2002-03 e qualificato alla Coppa UEFA.
- Affligem, KST Hasselt e, dopo i play-out, Geleeg Leopoldsburg retrocessi in Division 2 2003-04.
- scambio dei titoli sportivi tra KST Hasselt e CP Koersel[2]; Edegem non iscritto in Division 1 2003-04.

## Play-off
I play-off si sono disputati tra il 7 e il 23 maggio 2003; ciascuna squadra affronta le altre due volte. Il regolamento prevede che siano assegnati 3 punti di bonus all'Action 21, giunta prima al termine della stagione regolare.

### Classifica
| Squadra           | P.ti | G | V | N | P | GF | GS | DR  |
| ----------------- | ---- | - | - | - | - | -- | -- | --- |
| Action 21         | 21   | 6 | 6 | 0 | 0 | 36 | 10 | +26 |
| Kickers Charleroi | 8    | 6 | 2 | 2 | 2 | 16 | 18 | -2  |
| TLR Anversa       | 6    | 6 | 1 | 3 | 2 | 26 | 33 | -7  |
| Koersel           | 1    | 6 | 0 | 1 | 5 | 12 | 29 | -17 |

### Risultati
| Squadra 1         | Risultato   | Squadra 2         |
| 1ª giornata       | 1ª giornata | 1ª giornata       |
| ----------------- | ----------- | ----------------- |
| TLR Anversa       | 3 - 3       | Kickers Charleroi |
| Action 21         | 6 - 1       | Koersel           |
| 2ª giornata       |             |                   |
| Kickers Charleroi | 0 - 5       | Action 21         |
| Koersel           | 4 - 4       | TLR Anversa       |
| 3ª giornata       |             |                   |
| Koersel           | 1 - 5       | Kickers Charleroi |
| TLR Anversa       | 2 - 6       | Action 21         |
| 4ª giornata       |             |                   |
| Kickers Charleroi | 2 - 1       | Koersel           |
| Action 21         | 12 - 4      | TLR Anversa       |
| 5ª giornata       |             |                   |
| Kickers Charleroi | 5 - 5       | TLR Anversa       |
| Koersel           | 2 - 4       | Action 21         |
| 6ª giornata       |             |                   |
| TLR Anversa       | 8 - 3       | Koersel           |
| Action 21         | 3 - 1       | Kickers Charleroi |

## Play-out
L'incontro di andata tra la vincitrice dei play-off di Division 2 e la dodicesima classificata della Division 1 si è disputato il 30 maggio mentre quello di ritorno il 4 giugno 2003 a campi invertiti.
| Squadra 1           | Risultato   | Squadra 2           |
| 1ª giornata         | 1ª giornata | 1ª giornata         |
| ------------------- | ----------- | ------------------- |
| GDL Châtelet        | 4 - 5       | Geleeg Leopoldsburg |
| 2ª giornata         |             |                     |
| Geleeg Leopoldsburg | 5 - 8       | GDL Châtelet        |